# Тешањско-теслићки партизански одред
Тешањско-теслићки народноослободилачки партизански (НОП) одред или Тешањски НОП одред је био партизанска јединица у саставу Народноослободилачке војске и партизанских одреда Југославије током Другог светског рата у Босни и Херцеговини.

## Историјат
Формиран је 18. септембра 1943. од бораца с подручја Тешња и Теслића. У почетку је имао око 50 бораца. У садејству с јединицама 11. дивизије извршио је више успешних акција на железничким пругама које од Добоја воде према Теслићу, Маглају и Дервенти, пошто је заробио око 100 домобране и четника. У току прве бањалучке операције (31. децембар 1943 –— 3. јануар 1944) затварао је правац који од Теслића изводи ка селу Клупе и планини Борја. На истом правцу захваћен је операцијом Напфкухен у оквиру немачких зимских операција и због претрпљених губитака и осипања 13. јануара 1944. расформиран, а остатак бораца укључен је у јединице 5. и 12. крајишке бригаде. Одред је обновљен 18. фебруара 1944. У пролеће 1944. изводи акције, углавном, у садејству са бригадама 11. дивизије. У јулу је прилив нових бораца омогућио да се формирају два батаљона, па Одред изводи и самостално прве крупније акције, углавном, на железничким пругама у долини Босне. Тешањско-теслићки одред је 5. септембра ослободио Теслић, заробивши 100 домобрана, а 7. септембра и Тешањ и том приликом је Одреду пришла тешањска муслиманска милиција. Истог дана Одред је реорганизован у Тешањску бригаду која је 1. октобра 1944. преименована у 19. средњобосанску ударну бригаду.